# أولاد سي بوحيى
أولاد سي بوحيى هي قرية مغربية غرب المملكة. تنتمي أولاد سي بوحيى لإقليم سيدي بنور الساحلي جنوبي الدار البيضاء. تضم هذه القرية 18.902 نسمة (إحصاء 2004).